# Akwarium Jazz Club

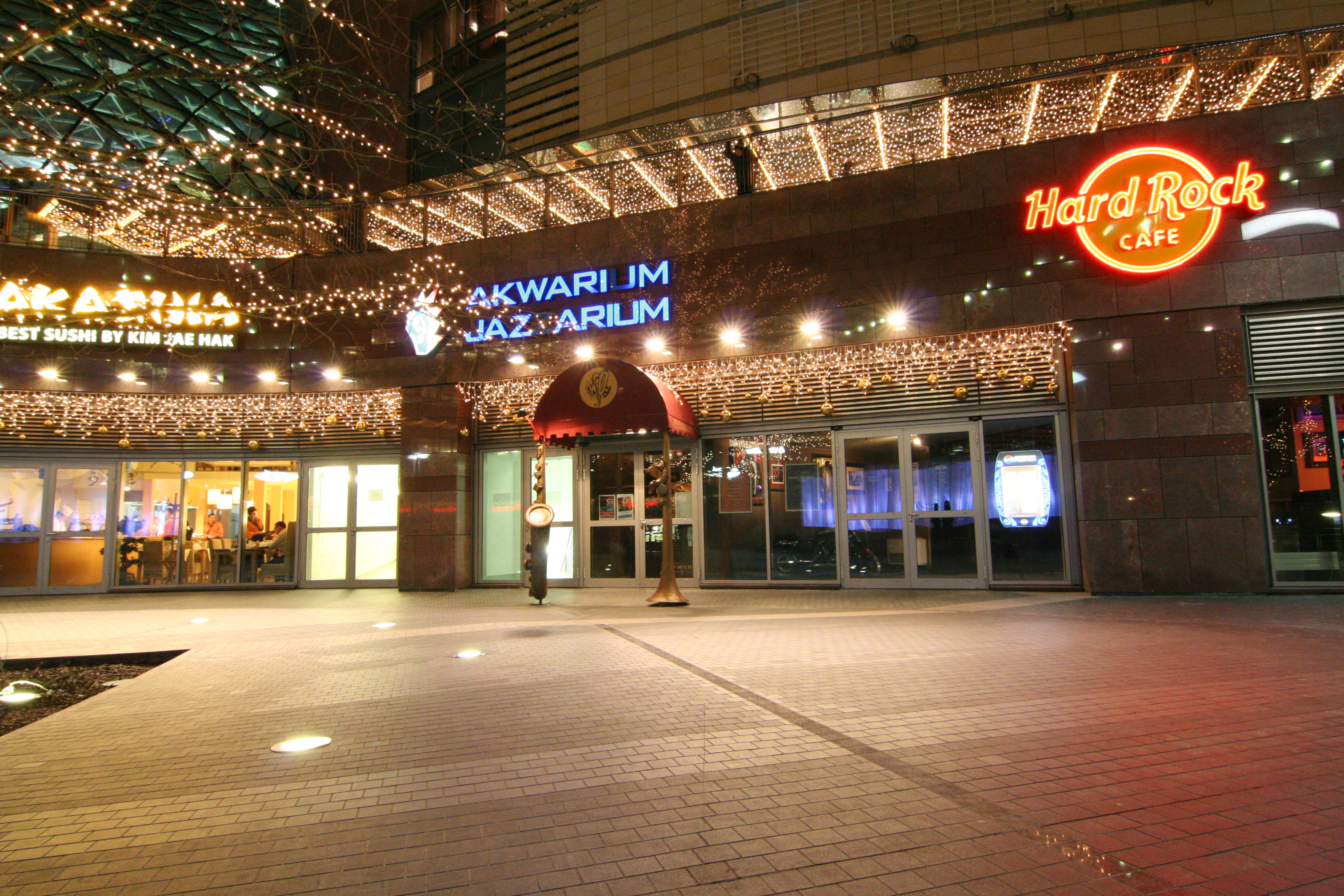
Wejście do klubu (2008)

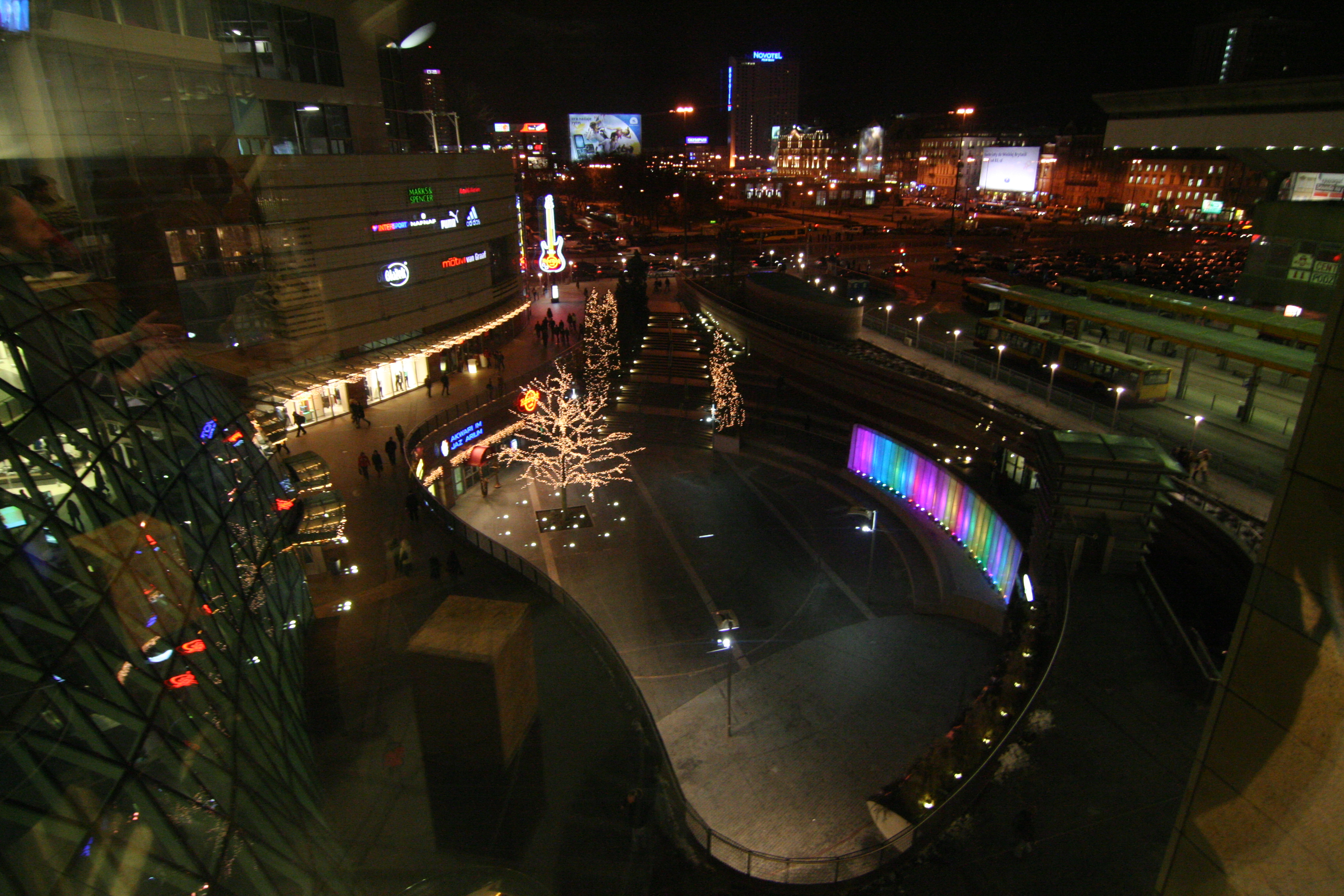
Widok z góry (zdjęcie zrobione z okna w Złotych Tarasach)

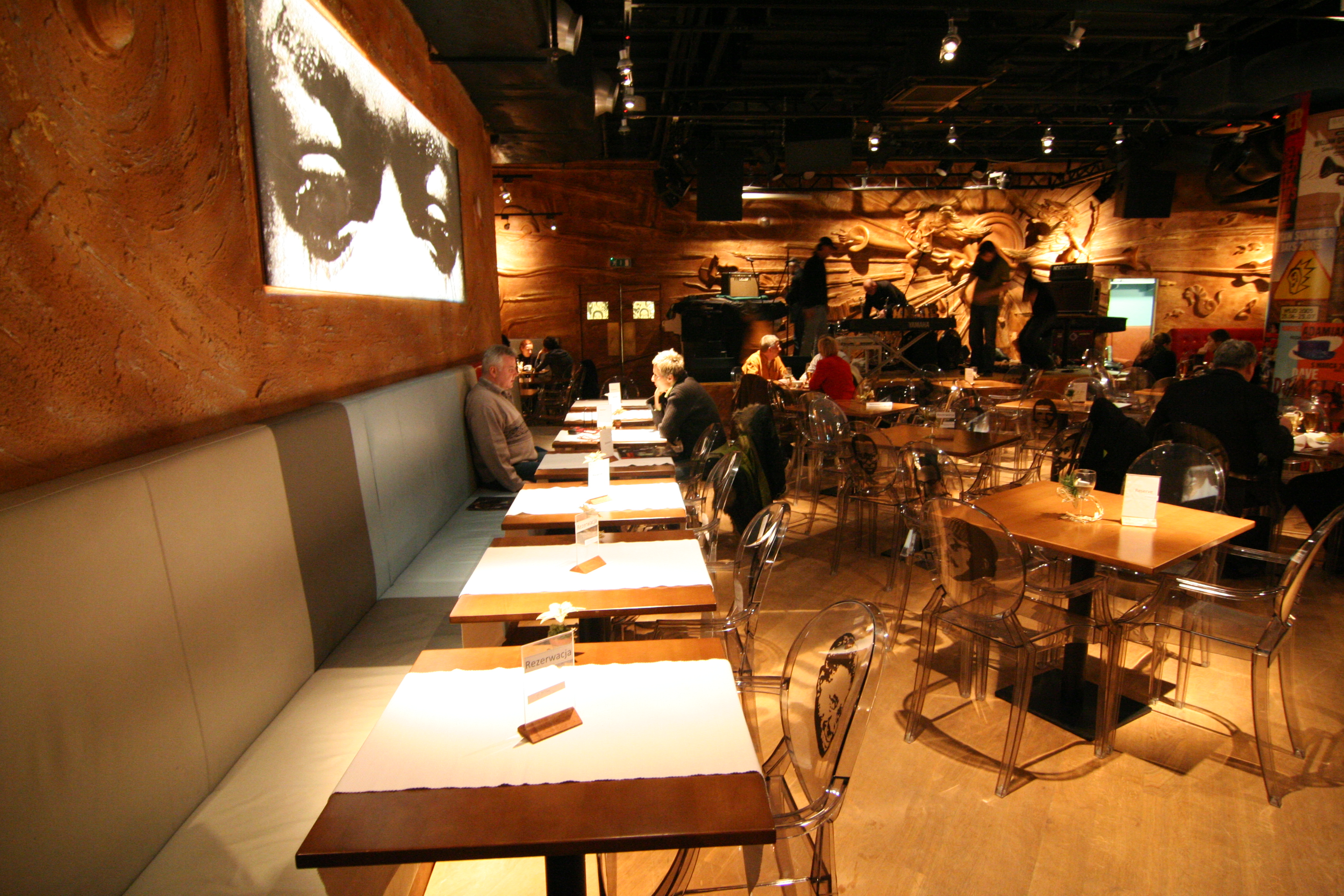
Wnętrze klubu (2008)

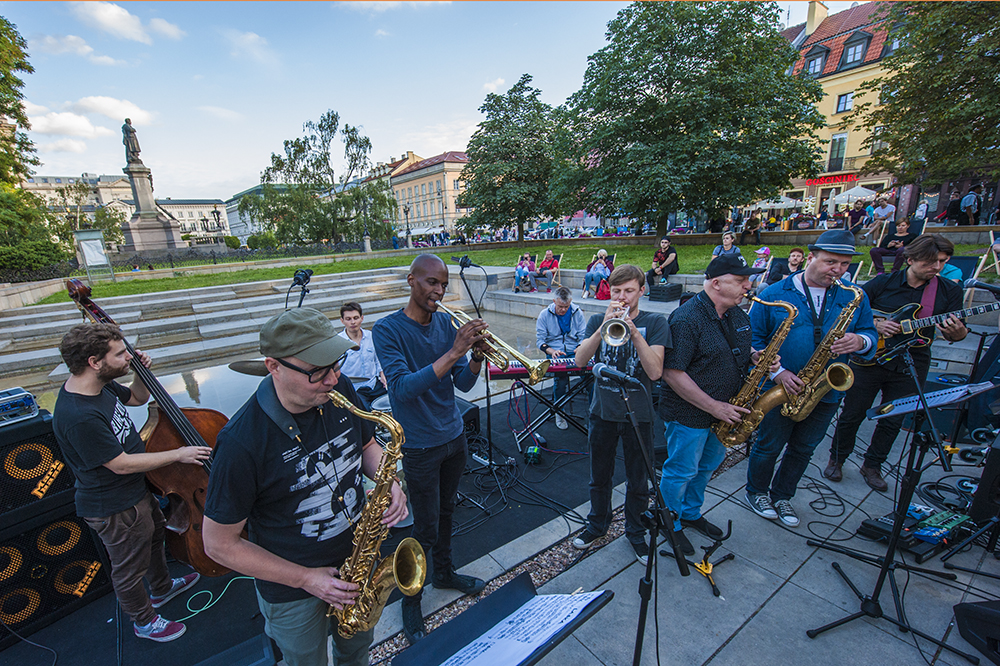
Jam session w klubie Akwarium na Krakowskim Przedmieściu w Warszawie, 23 lipca 2019

Akwarium Jazz Club – pierwszy w Warszawie i jeden z pierwszych w Polsce klubów jazzowych.
Klub został otwarty w 1977 roku przy ul. Emilii Plater 49 Został zamknięty w 2000 roku i reaktywowany na krótko w latach 2007–2008. Ponownie otwierany w 2017 i 2019.

## Historia
W latach 70. XX wieku przy ul. Emilii Plater nr 49 znajdowała się kawiarnia Barbara. Wskutek działań Stanisława Cejrowskiego Polskie Stowarzyszenie Jazzowe przejęło budynek i zmieniło nazwę na Akwarium, nawiązując do jego elewacji – większość ścian zewnętrznych była ze szkła. Działalność klubu zainaugurowano we wtorek 26 kwietnia 1977 roku koncertem zespołu Mainstream. Klub gościł głównie (choć nie tylko) krajowych jazzmanów, organizował cotygodniowe jam sessions. 1 lutego 1988 klub przejął Mariusz Adamiak.
W 1992 Adamiak zaczął organizować festiwal Warsaw Summer Jazz Days, który stał się najpopularniejszym festiwalem jazzowym w Polsce. Klub zrobił się bardzo znany, także za granicą. 27 kwietnia 2000 ten jedyny wówczas klub jazzowy w Warszawie zamknięto ze względu na planowaną budowę wieżowca. Adamiakowi proponowano podobno inne lokalizacje, jednak ostatecznie Akwarium nie udało się przenieść.
Dopiero 2 lutego 2001 klub wyburzono, a na jego miejscu wybudowano wieżowiec InterContinental, oddany do użytku w listopadzie 2003.
Klub został w sierpniu 2007 reaktywowany na poziomie -1 kompleksu Złote Tarasy przy ul. Złotej 59 jako Akwarium Jazzarium. W związku z odejściem Mariusza Adamiaka, w kwietniu 2008 działalność koncertowa klubu została zakończona.
W czerwcu 2017 Polskie Stowarzyszenie Jazzowe reaktywowało działalność Akwarium Jazz Club na warszawskim skwerze Hoovera przy Krakowskim Przedmieściu. Klub na krótko zawiesił działalność, ponownie został otwarty w czerwcu 2019, po czym ponownie zawiesił działalność, ze względu na wadliwą konstrukcję budynku na skwerze Hoovera, często zalewanego przy ulewach.

## Wydawnictwa muzyczne zarejestrowane w klubie Akwarium
- 1994: Wilki Acousticus Rockus
- 1996: Ryszard Borowski The Night of Flutes
- 1991-96: Ryszard Borowski i Big Bang Band Big Bands
- 1999: Ryszard Borowski Mariage